# Klanopraškovité

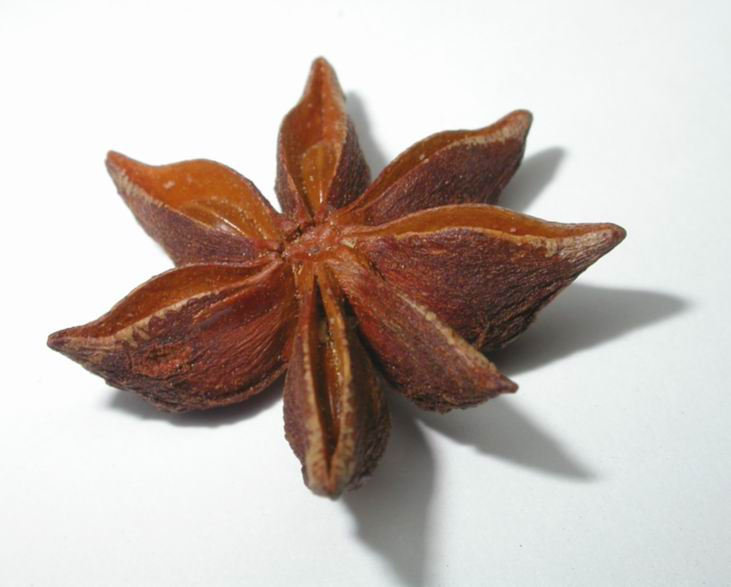
Plod badyáníku Illicium anisatum

Klanopraškovité (Schisandraceae), syn. badyáníkovité (Illiciaceae) je čeleď nižších dvouděložných rostlin, patřící do řádu Austrobaileyales. Zahrnuje 3 rody dřevin s archaickou stavbou květů, rozšířené v Asii a Americe. Badyáník pravý je zdrojem koření známého jako badyán. Mnohé druhy klanoprašky, badyáníku i kadsury jsou využívány v medicíně, nejznámější je klanopraška čínská, která se občas pěstuje i v Česku jako okrasná rostlina.

## Popis
Zástupci čeledi klanopraškovité jsou jednodomé nebo dvoudomé, stálezelené nebo řidčeji opadavé, aromatické keře, stromy nebo dřevnaté liány. Ve stonku jsou unilakulární nody se 3 listovými stopami. Listy jsou velké, jednoduché, střídavé, řapíkaté, tenké nebo kožovité, bez palistů. Čepel listů je celokrajná nebo na okraji zoubkatá. Listy mohou být nahloučené do svazečků nebo na koncích větévek a vypadat jako přeslenité. Žilnatina je zpeřená.
Květy jsou jednotlivé nebo v řídkých úžlabních květenstvích, pravidelné, spirální, jednopohlavné nebo oboupohlavné. Okvětí není rozlišené na kalich a korunu. Je složeno z většího počtu volných okvětních lístků, které jsou buď podobné kalichu (sepaloidní) či koruně (petaloidní) nebo plynule přecházejí od sepaloidních k petaloidním. Vnější a vnitřní okvětní lístky jsou někdy redukované. V květech nejsou vyvinuta nektária. Tyčinky jsou většinou v hojném počtu a spirálně uspořádané, výjimečně jen 4. Nitky tyčinek jsou šídlovité nebo ploché, volné nebo na bázi srostlé. U některých zástupců jsou přítomny též sterilní tyčinky (staminodia). Gyneceum je apokarpní, složené z většího počtu volných pestíčků. Pestíčky jsou uspořádané v kruhu (badyáník) nebo ve spirále. U kadsury a klanoprašky jsou konduplikátní, s nesrostlými okraji, u badyáníku jsou částečně srostlé. Blizny jsou dlouhé, zahnuté, přisedlé. V každém pestíku je 1 až 5, řidčeji více vajíček. Plodem je souplodí jednosemenných měchýřků (badyáník) nebo souplodí dvousemenných bobulí, přirostlých na kulovitém (kadsura) nebo protáhlém (klanopraška) květním lůžku.

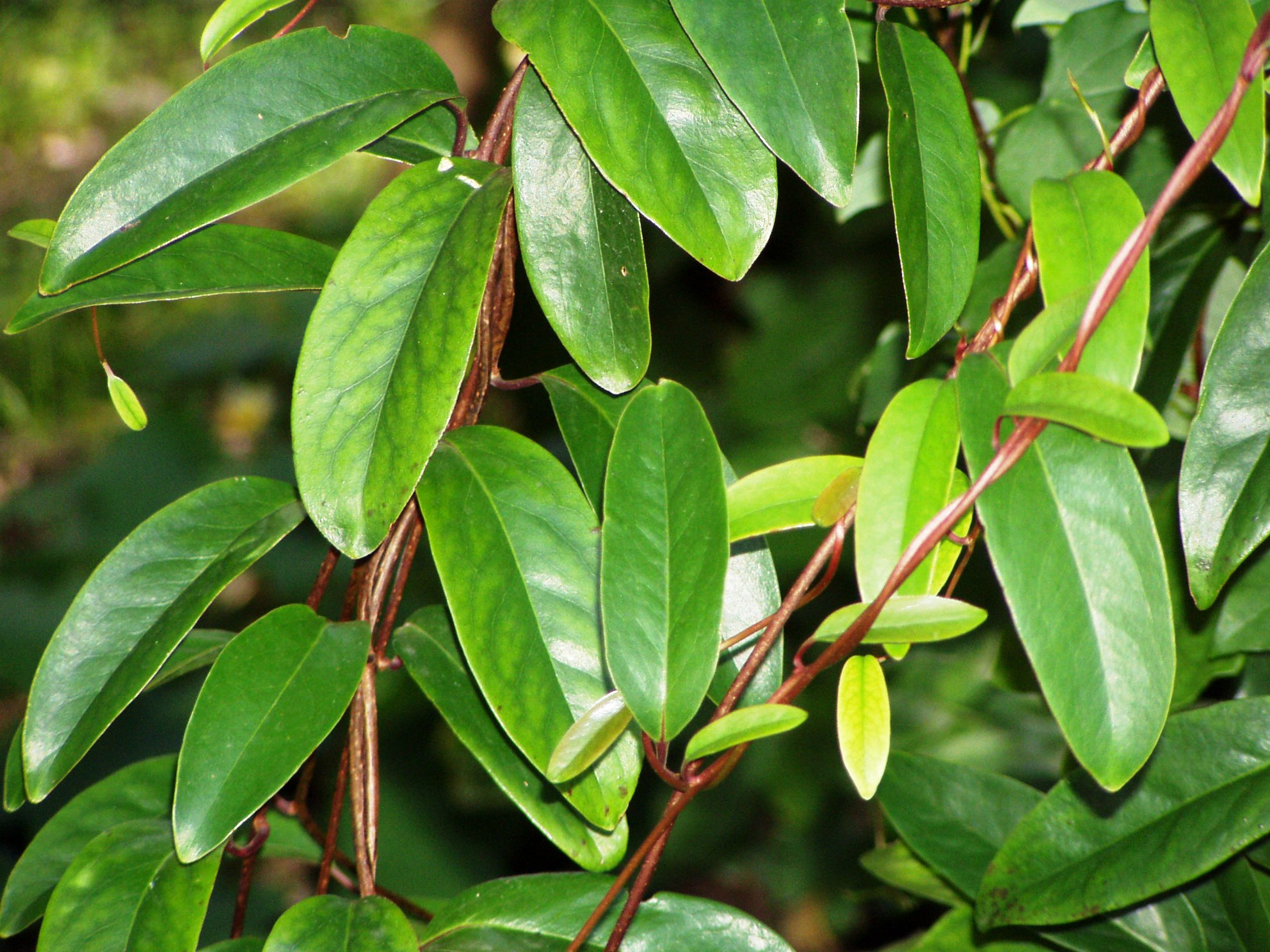
Listy kadsury japonské
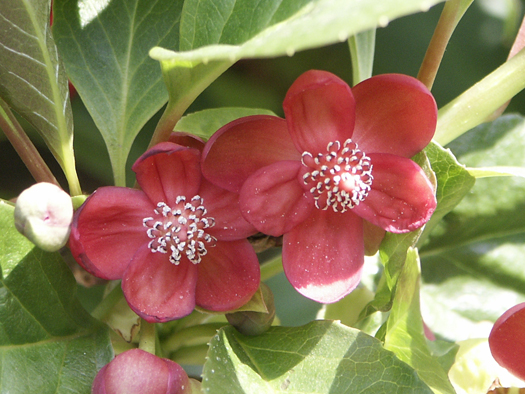
Květy klanoprašky Schisandra rubriflora
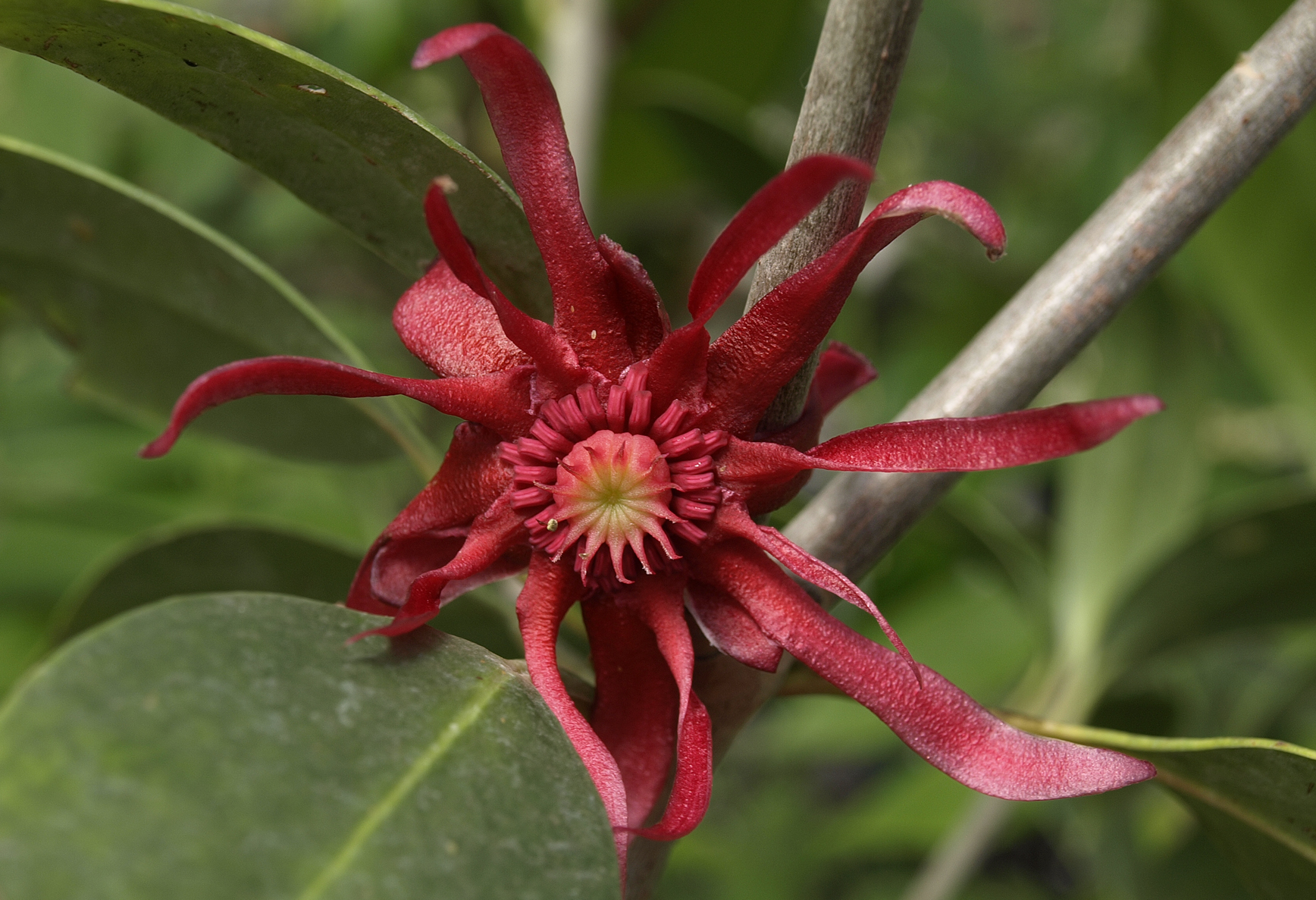
Květ badyáníku Illicium floridanum
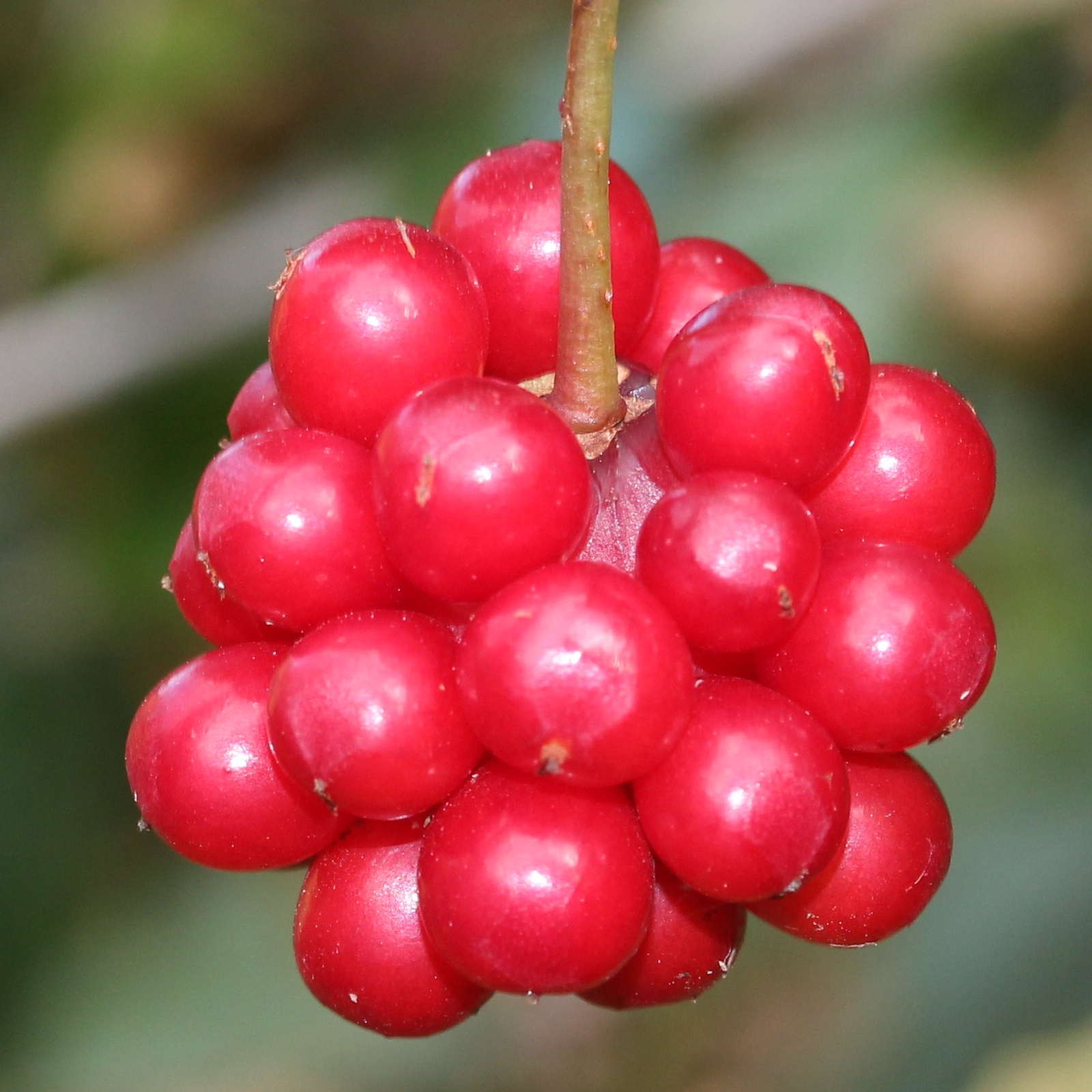
Souplodí kadsury japonské

## Rozšíření
Čeleď klanopraškovité zahrnuje asi 80 druhů ve 3 rodech. Je rozšířena v Asii od Indie a Sri Lanky po Japonsko a jihovýchodní Asii, v jv. USA, Mexiku a na Karibských ostrovech.
Rody badyáník a klanopraška mají výrazně disjunktní areál. Centrum rozšíření badyáníku je v subtropické východní Asii s přesahy do Japonska a jihovýchodní Asie, 3 druhy se vyskytují v Americe od jv. USA po Střední Ameriku a Karibik. Rod klanopraška má centrum diverzity ve východní kontinentální Asii, se 2 druhy v tropické jihovýchodní Asii a s jedním druhem v jv. USA. Rod kadsura se vyskytuje pouze v Asii, centrum diverzity je v jižní Číně a Indočíně.
Badyáníky rostou nejčastěji ve stálezelených subtropických lesích, některé druhy i v opadavých lesích teplého mírného pásu nebo ve vlhkých horských tropických pralesích. Zástupci rodů klanopraška (Schisandra) a kadsura (Kadsura) jsou popínavé dřevnaté liány, rostoucí v lesích od tropů po teplejší oblasti mírného pásu. Některé druhy rodu kadsura vystupují v jihovýchodní Asii až do subalpínského stupně.

## Ekologické interakce
Květy badyáníků jsou cizosprašné a jsou opylovány širokou škálou drobného hmyzu, zejména mouchami. Měchýřky za zralosti pukají a vystřelují semena do okolí.
Klanopraška čínská (Schisandra chinensis) je většinou jednodomá s jednopohlavnými květy, bylo však zjištěno že některé rostliny jsou dvoudomé, přičemž pohlaví rostliny se může v průběhu několika let změnit. Podobný jev byl pozorován i u kadsury japonské.
Většina druhů badyáníku má sezónní růst s obdobím klidu (dormance).

## Taxonomie
Čeleď klanopraškovité v současném pojetí se objevuje až v systému APG II z roku 2003. V klasické taxonomii stejně jako v systému APG I byly rody řazeny do 2 čeledí: badyáník (Illicium) do čeledi badyáníkovité (Illiciaceae) a rody klanopraška (Schisandra) a kadsura do čeledi klanopraškovité (Schisandraceae).
Alternativní název této čeledi je badyáníkovité (Illiciaceae).
Starobylý původ čeledi naznačují některé archaické znaky ve stavbě květů, jako jsou spirocyklické květy s velkým a neustáleným počtem květních částí a s nerozlišeným kalichem a korunou, a rovněž nesrostlé (konduplikátní) nebo jen částečně srostlé plodolisty. V květech Schisandra a Kadsura není vyvinuta čnělka, pouze protažený útvar bez cévního zásobení, nazývaný pseudočnělka.

## Prehistorie
Nálezy fosílií klanopraškovitých jsou známy z eocénu a dokládají, že čeleď měla v minulosti podstatně větší areál rozšíření, zahrnující i Evropu a Severní Ameriku. Za centrum vývoje je považována Laurasie.

## Obsahové látky a jedovatost
Paleta obsahových a účinných látek je u zástupců této čeledi pestrá a nejsou plně prozkoumány.
Zástupci všech 3 rodů mají v pletivech specializované buňky (idioblasty) s obsahem éterického oleje. U badyáníku jsou hlavní složkou silice fenylpropanoidy (chavikol, eugenol, safrol aj.), monoterpeny a seskviterpeny. Dále jsou přítomny dilaktonové seskviterpeny, katechiny a neolignany. U rodů klanopraška a kadsura jsou přítomny zejména triterpeny, biologicky aktivní lignany (např. schizandriny) aj.
Některé druhy badyáníku jsou silně jedovaté, např. Illicium simonsii a I. macranthum (plody, listy i květy). Jedovaté plody mají i čínské druhy Illicium jiadifengpi, I. henryi, I. ternstroemioides, I. arborescens a I. majus a japonský I. anisatum. Za hlavní jedovaté látky jsou považovány dilaktonové seskviterpeny (anisatin, majucin aj.), příbuzné pikrotoxinu.

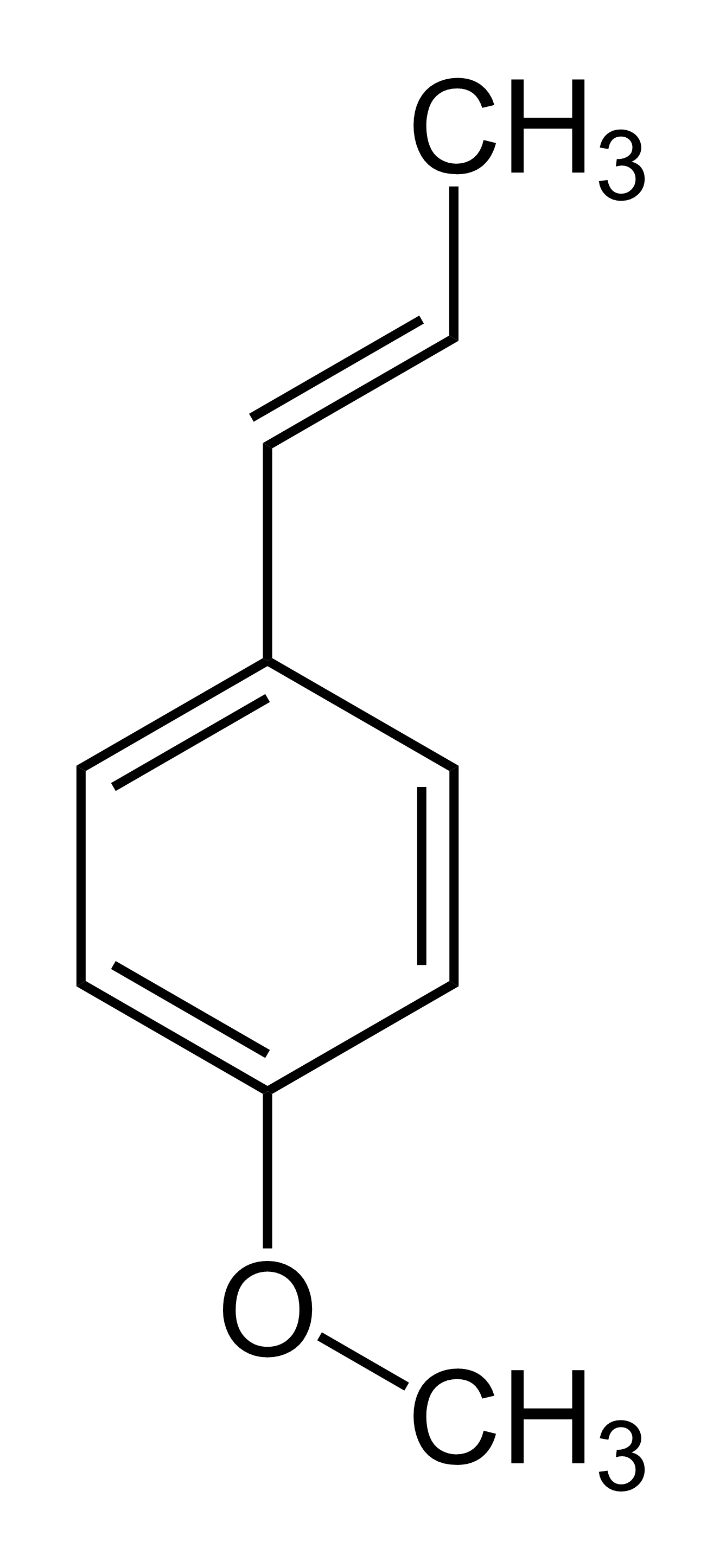
Anetol
Safrol

## Zástupci
- badyáník (Illicium)
- klanopraška (Schisandra)
- kadsura (Kadsura), též magnolka[8][9]

## Význam
Badyáník pravý (Illicium verum) je zdrojem koření známého jako badyán. Z plodů se také získává olej sloužící k aromatizování potravin a vyrábí se z něj anetol, silice s vůní anýzu. Aromatický olej je vyráběn i z čínského druhu I. lanceolatum.
Celá řada druhů badyáníku, klanoprašky i kadsury je využívána zejména v čínské, korejské a japonské medicíně. Větší medicínský význam má zejména klanopraška čínská (S. chinensis) a Schinandra propinqua. Bobule některých druhů klanoprašky a kadsury jsou jedlé.
Semena japonského badyáníku Illicium anisatum jsou jedovatá a byla využívána při lovu ryb. Badyáník I. oligandrum je v Číně těžen pro dřevo. Různé části Kadsura scandens mají v jihovýchodní Asii poměrně široké medicínské využití.
Klanopraška čínská se v ČR celkem zřídka pěstuje jako okrasná rostlina. V klimaticky příhodných oblastech světa se pěstují i další druhy klanoprašky a kadsury. V tropech jsou jako okrasné dřeviny pěstovány některé badyáníky, zejména Illicium anisatum, I. floridanum, I. parviflorum, I. henryi a I. verum. Badyáník Illicium religiosum je v Japonsku vysazován v okolí chrámů.
V českých botanických zahradách se lze nejčastěji setkat s klanopraškou čínskou (Schisandra chinensis) a klanopraškou oranžovou (S. sphenanthera). Vzácně jsou pěstovány i jiné druhy. Ze sbírek Pražské botanické zahrady v Tróji jsou uváděny badyáníky Illicium floridanum a I. anisatum.

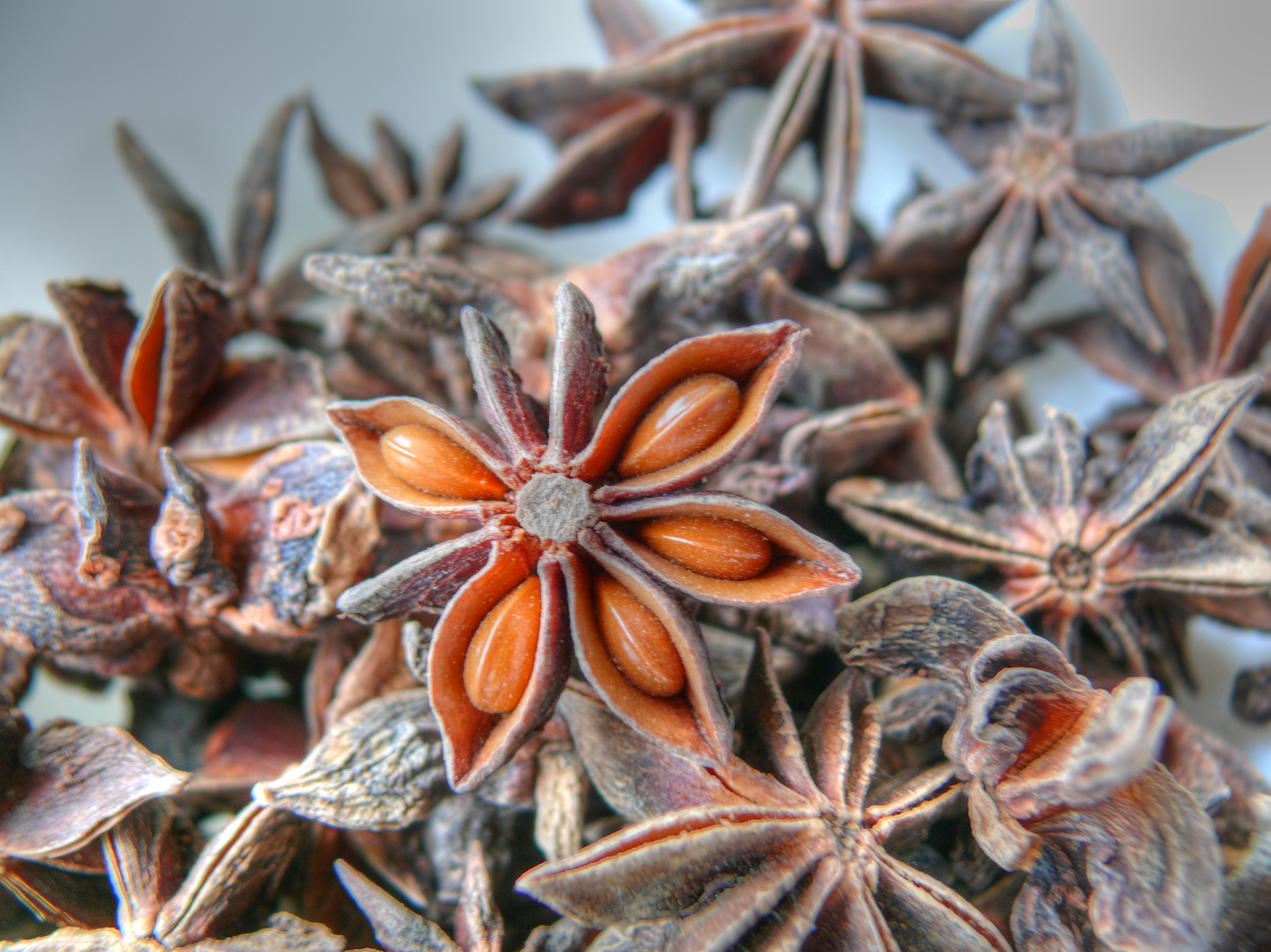
Plody badyáníku pravého – badyán
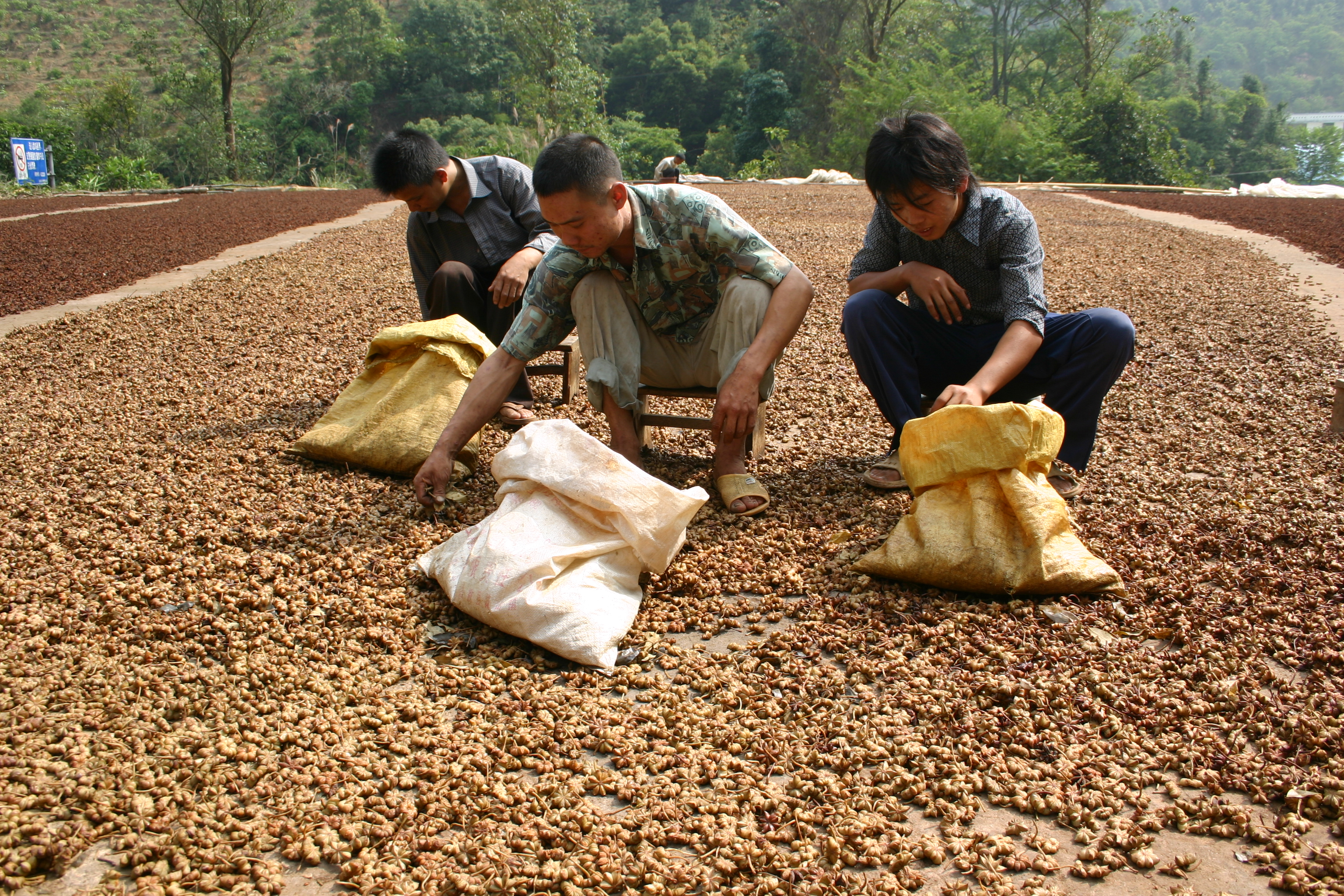
Badyánová farma v Číně
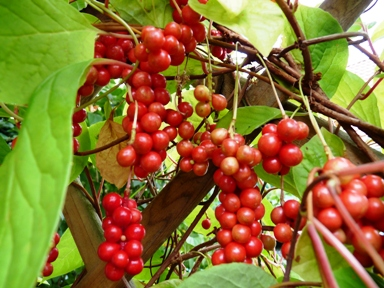
Bohatě plodící klanopraška čínská

## Přehled rodů
Illicium, Kadsura, Schisandra